# 消費社会の神話と構造
『消費社会の神話と構造』(しょうひしゃかいのしんわとこうぞう 仏語原題La Société de consommation)は1970年にフランスで刊行されたジャン・ボードリヤールの著書。消費社会論の代表的な著書であり、ボードリヤールの代表的な著作である。

## 概要
本書では、大量消費時代における「モノの価値」とは、モノそのものの使用価値、あるいは生産に利用された労働の集約度にあるのではなく、商品に付与された記号にあるとされる。
たとえば、ブランド品が高価であるのは、その商品を生産するのにコストがかかっているからでも、他の商品に比べ特別な機能が有るからでもない。
その商品そのものの持つ特別なコードによるのである。つまり、商品としての価値は、他の商品の持つコードとの差異によって生まれるのである。
現代の高度消費社会とは、そういった商品のもつコードの構造的な差異の体系である。ここで注意しなければいけないのは、ヴェブレンの言う「顕示的消費」と違い、単なるブランドの見せびらかしではないと言うことである。
たとえば、高級車には高級車、コンパクトカーにはコンパクトカーの持つ記号がそれぞれ存在し、それらを自ら個性として消費するのである。
この様にモノ（商品）を買う行為は欲求充足の他に「自分らしさ」（オリジナリティ）を主張する言語活動の一面があり、他者との差異をつけ、個人のアイデンティティを社会の中に定位させる道具である。
これは消費社会において無意識のうちに強制されており、「自分らしさ」の追求は消費社会というお釈迦様の掌の上の孫悟空の様なものに過ぎない。
こうした「記号」という商品の価値が、本来の使用価値や生産価値以上に効力を持つ社会を「消費社会」と本書ではよんでいる。
この思想の背景にはマルクスの価値形態論とソシュールの記号論が控えており、こうした分析を、生産物に限らずあらゆる社会事象や文化に援用したのが本書の特徴である。

## 影響
出版された時代背景もあり、広く読まれた。
日本では、1979年に今村仁司、塚原史により翻訳され、紀伊国屋書店より刊行。ニュー・アカデミズムブームも影響し、特に広く読まれた。
漫画編集者であった大塚英志は、本書に影響を受け、ボードリヤールの手法と、自らの出自である民俗学の手法をサブカルチャー批評に援用し、『定本物語消費論』を書いた。
経済界では、セゾングループの堤清二はボードリヤールの消費社会批判に触発されて無印良品を立ち上げた。